# Världsmästerskapen i bågskytte 1946
Världsmästerskapen i bågskytte 1946 arrangerades i Stockholm i Sverige mellan den 6 och 11 augusti 1946.

## Medaljsummering

### Recurve
| Event                          | Guld                             | Silver              | Brons                  |
| Herrarnas individuella tävling | Einar Tang-Holbeck (DEN)         | Hans Deutgen (SWE)  | Ove Hansen (DEN)       |
| Damernas individuella tävling  | Petronella de Wharton-Burr (GBR) | Julia Stranne (SWE) | Louise Nettleton (GBR) |
| Herrarnas lag                  | Danmark                          | Tjeckoslovakien     | Frankrike              |
| Damernas lag                   | Storbritannien                   | Sverige             | Ingen utsedd           |

### Medaljtabell
| Pl. | Nation          | Guld | Silver | Brons | Totalt |
| --- | --------------- | ---- | ------ | ----- | ------ |
| 1   | Danmark         | 2    | -      | 1     | 3      |
| 1   | Storbritannien  | 2    | -      | 1     | 3      |
| 3   | Sverige         | -    | 3      | -     | 3      |
| 4   | Tjeckoslovakien | -    | 1      | -     | 1      |
| 5   | Frankrike       | -    | -      | 1     | 1      |